# Zundeliomyces polygoni
Zundeliomyces polygoni är en svampart som beskrevs av Vánky 1987. Zundeliomyces polygoni ingår i släktet Zundeliomyces och familjen Microbotryaceae.   Inga underarter finns listade i Catalogue of Life.